# Grabovac Banski
Grabovac Banski est un village de la municipalité de Petrinja (comitat de Sisak-Moslavina) en Croatie. Au recensement de 2011, le village comptait 200 habitants.

## Histoire
En juillet 1941, s'y déroule le (en) massacre de Grabovac Banski lors duquel plus de 1000 civils serbes sont assassinés par les Oustachis.